# Cztery kwartety
Cztery kwartety (ang. The Four Quartets) – cykl poetycki T.S. Eliota opublikowany jako całość w 1943. Jest on ostatnim większym dziełem lirycznym tego autora. Składa się z poematów Burnt Norton, East Coker, The Dry Salvages i Little Gidding. Zdaniem Przemysława Mroczkowskiego Eliot osiąga w swoim dziele stan, w którym z perspektywy całego wszechświata patrzy na ludzkie sprawy. W zakresie poetyckiego obrazowania Eliot odnosi się do czterech żywiołów przyrody, powietrza, ziemi, wody i ognia. Cztery kwartety są uznawane za arcydzieło poezji współczesnej. Tytuły poszczególnych części cyklu pochodzą od nazw miejsc, w których Eliot był, począwszy od jego dzieciństwa w Stanach Zjednoczonych, a skończywszy na kaplicy w Little Gidding, do której odbył pielgrzymkę po przystąpieniu do Kościoła Anglikańskiego.